# Matthys Stoltz
Pour les articles homonymes, voir Stoltz.
Pas d'image ? Cliquez ici

a Compétitions nationales et continentales officielles uniquement.

Matthys Stoltz, né le 7 avril 1972 à Pretoria, est un joueur sud-africain de rugby à XV qui évolue au poste de deuxième ligne, reconverti entraîneur des avants. Son frère, Conrad, joue également au plus haut niveau en Afrique du Sud puis en France avant de devenir entraîneur des lignes arrière.

## Biographie
Après une carrière de joueur réussie, d'abord en Afrique du Sud où il joue sept années avec les Stormers en Super 12 et le Northern Transval en Currie Cup, puis en France dans le Championnat de France de rugby à XV, il arrête sa carrière de joueur à 33 ans en 2005, pour entraîner le club de Massy du président Alain Tingaud, avant de signer au SU Agen relégué en pro D2.
Il est augmenté avant d'être évincé dans la même controverse que Broncan (annonce de l'arrivée de Deylaud/Lanta alors que les entraîneurs ont des contrats valables en cours). Il rejoint finalement Marseille Vitrolles,.

## Carrière

### Comme joueur
- 1995-2002 : Northern Transval (Currie Cup) / Stormers (Super 12)[1],[3]
- 2002-2003 : Club athlétique Bordeaux-Bègles Gironde
- 2003-2004 : Club sportif Bourgoin-Jallieu rugby
- 2004-2005 : Aviron bayonnais rugby pro

### Comme entraîneur
- 2005-2007 : Rugby club Massy Essonne[3]
- 2007-2008 : SU Agen
- 2008- : Marseille Vitrolles rugby

## Palmarès
- Vainqueur de la Currie Cup (2)[3]
- Demi-finaliste du Championnat de France en 2004 avec Bourgoin[3]